# Pieter Paul Pothoven
Pieter Paul Pothoven (1981) is een Nederlandse kunstenaar. Hij wordt vertegenwoordigd door de galerie Dürst Britt & Mayhew in Den Haag. Pothoven opereert vanuit Amsterdam.

## Opleiding en Artist-in-Residence
Pothoven behaalde zijn Bachelor of Fine Arts (BFA) aan de Gerrit Rietveld Academie in Amsterdam en zijn Master of Fine Arts (MFA) aan Parsons The New School of Design in New York. Hij was te gast bij verschillende prestigieuze artist-in-residence programma's, waaronder het Instituto Sacatar in Itaparica (Brazilië), het Fine Arts Work Center in Provincetown (VS) en de Jan van Eyck Academie in Maastricht (Nederland).

## Tentoonstellingen
Pothoven heeft deelgenomen aan tentoonstellingen in zowel binnen- als buitenland. In Nederland exposeerde hij onder andere in; De Appel; het Stedelijk Museum Amsterdam; het Fries Museum; Kunstmuseum Den Haag en het Amsterdam Museum. Buiten Nederland is zijn werk onder andere tentoongesteld in Kunstmuseum Thun (Zwitserland), galerie Blank Projects in Kaapstad (Zuid-Afrika), en The Kitchen in New York (VS). Pothoven nam ook deel aan verschillende kunstbeurzen, waaronder Artissima (2023), Art Rotterdam (2022) en Independent Brussels (2016).

## Werk in Kunstcollecties
Het werk van Pieter Paul Pothoven maakt deel uit van verschillende publieke en privécollecties, waaronder:
- Fries Museum, Leeuwarden, Nederland
- Museum Het Nieuwe Domijn, Sittard, Nederland
- Akzo Nobel Art Foundation, Amsterdam, Nederland
- Van Lanschot Art Collection, Den Haag, Nederland

## Selectie Oeuvre
De kunstpraktijk van Pieter Paul Pothoven kenmerkt zich door langdurig onderzoek naar maatschappelijke thema’s dat resulteert in fotoseries, installaties, film, en verschillende vormen van tekst. Hieronder staan twee projecten van Pothoven nader omschreven. 

### Lapis Lazuli
In 2009 bezocht Pothoven de lapis lazuli mijnen in Sar-e-sang in Afghanistan. Uit lapis lazuli wordt het kostbare pigment ultramarijn blauw gewonnen. Na zijn reis maakte hij kunstwerken en schreef hij teksten die de verborgen (kunst)historische en sociaal economische processen blootleggen die te pas komen bij de productie van deze kleur blauw.

### RARA
Sinds 2017 doet Pothoven onderzoek naar RARA, een collectief van anonieme activisten dat in de jaren 80 en 90 een reeks aanslagen pleegde in Nederland in de strijd tegen apartheid in Zuid-Afrika en intolerant asiel- en immigratiebeleid. Pothoven werkte nauw samen met meerdere activisten die betrokken waren bij RARA om een serie kunstwerken te maken. Daarnaast legde hij ook het archief ARCH04547 aan voor het IISG. Toen dit project in het Stedelijk Museum te zien was in 2020, deed het veel stof opwaaien. Zo schreef het Elsevier Weekblad dat het Stedelijk ruimte gaf aan een "nuttige idioot" en haalde PVV'er Martin Bosma het werk van Pothoven aan in een betoog tegen cultuursubsidies.

## Externe Links
- Website Pieter Paul Pothoven
- Pagina op website Dürst Britt & Mayhew
- Artikel NRC over RaRa-project
- Gesprek tussen Pothoven en Yvette Mutumba gepubliceerd in Metropolis M
- Podcastaflevering van Kunst is Lang met Pothoven uit 2020